# Efecte contrast
L'efecte contrast és l'augment o disminució, amb relació a la normalitat, de la percepció, cognició i el rendiment, com a resultat de l'exposició immediatament prèvia o simultània a un estímul de valor més o menys en la mateixa dimensió. Es troba omnipresent en la percepció, cognició i rendiment resultant humà i no humà. Així, per exemple, una persona semblarà més atractiva del normal quan sigui comparada amb una persona menys atractiva i menys atractiva quan sigui comparada amb una persona més atractiva.

## Contrast simultani

Contrast simultani

Identificat per Michel Eugène Chevreul, el contrast simultani es refereix a la manera en la qual els colors de dos objectes diferents afecten mútuament. L'efecte és més notable quan es compara entre objectes de colors complementaris.
En la imatge, dos rectangles interiors són exactament del mateix to de gris, però, el superior sembla d'un gris més clar que l'inferior, a causa del fons proporcionat pels rectangles exteriors.
Es tracta d'un concepte diferent al contrast, que es refereix a la diferència d'un objecte en color i luminància, comparada amb el seu entorn o fons.

## Contrast successiu

Contrast endavant

El contrast successiu ocorre quan la percepció dels estímuls que s'estan veient és modulada per estímuls visualitzats prèviament. Per exemple, quan es mira atentament el punt en el centre d'un dels dos discos acolorits a la fila superior per uns segons i després es mira el punt en el centre del disc de la mateixa columna a la fila inferior, els dos discos inferiors semblen tenir diferents colors per un moment, encara que siguin de colors idèntics.

## Metacontrast i paracontrast
Es tracta d'un tipus de contrast que involucra tant el temps com l'espai.